# Duisburg-Hochfelder Spoorbrug
De Duisburg-Hochfelder Spoorbrug is een spoorbrug over de Rijn bij de Duitse stad Duisburg. De vakwerkbrug is onderdeel van de spoorlijn Krefeld - Bochum. De brug werd al in 1873 geopend, maar is daarna twee keer gesloopt en herbouwd. De huidige brug stamt uit 1949.